# Bueng Boraphet

Le Bueng Boraphet (thaï บึงบอระเพ็ด, bɯŋ bɔːra.pʰét) est la plus grande zone humide du centre de la Thaïlande, avec une superficie de 224 km2. 

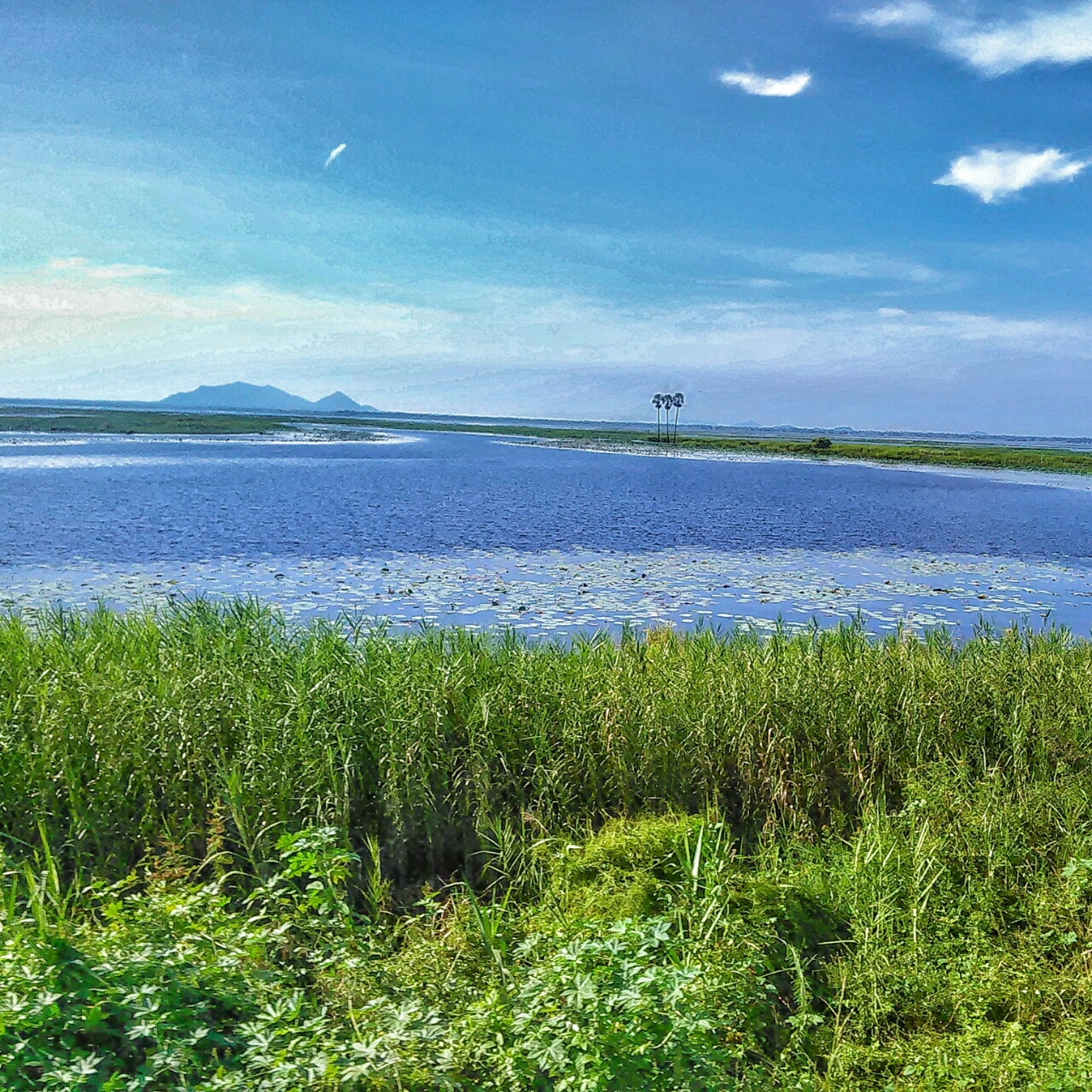
Bueng Boraphet

C'est un ensemble lacustre et marécageux situé à l'est de la ville de Nakhon Sawan, juste au sud de la Nan, tout près de son confluent avec la Ping pour former la Chao Phraya. 
Grand marécage à l'origine, le Bueng Boraphet fut inondé en 1930 par la construction d'un barrage pour les besoins de la pêche. C'est donc depuis aussi un lac.
106 km2 du lac ont été classés comme zone de non-chasse en 1975. La pêche est permise mais la chasse aux oiseaux et la collecte des œufs sont strictement interdites. 
En 2000, l'ensemble a aussi été déclaré « zone humide d'importance nationale » par le gouvernement thaïlandais.
C'est le seul site connu pour le pseudolangrayen d'Asie, une hirondelle qui hivernait sur place, mais n'a plus été aperçue depuis 1980 et est peut-être éteinte.
Autrefois, il y avait aussi de nombreux crocodiles du Siam à Bueng Boraphet. En 2019, il n'y subsistait plus qu'une vingtaine de crocodiles à double crête. En 2024, on compte environ 35 crocodiles et 8 nouveaux bébés crocodiles sont nés.

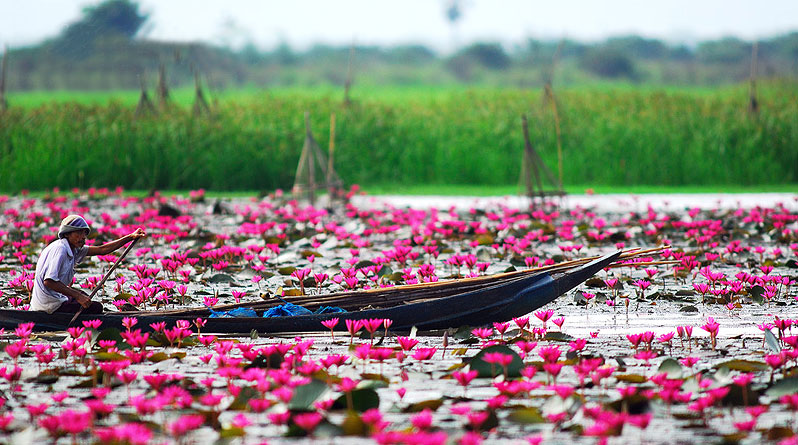
Bueng Boraphet et lotus en fleur

Le pompage excessif d'eau pour la riziculture est une menace pour l'écologie de Bueng Boraphet.

## Oiseaux
Il y a de très nombreuses espèces d'oiseaux dans la zone lacustre et marécageuse de Bueng Boraphet.
On voit des passereaux, oiseaux souvent de taille petite ou moyenne et fréquemment chanteurs : 
- Acrocephalidae : Rousserolle de Schrenck et Rousserolle d'Orient ...;
- Campephagidae : Minivet cendré ... ;
- Cisticolidae : Prinia simple ... ;
- Dicruridae : Drongo royal ... ;
- Hirundinidae : Hirondelle rustique ... ;
- Laniidae : Pie-grièche schach ... ;
- Motacillidae : Bergeronnette printanière ... ;
- Muscicapidae : Gobemouche à menton bleu... ;
- Oriolidae : Loriot de Chine ... ;
- Phylloscopidae : Pouillot brun ... ;
- Ploceidae : Tisserin baya etc.

Passereaux de Bueng Boraphet
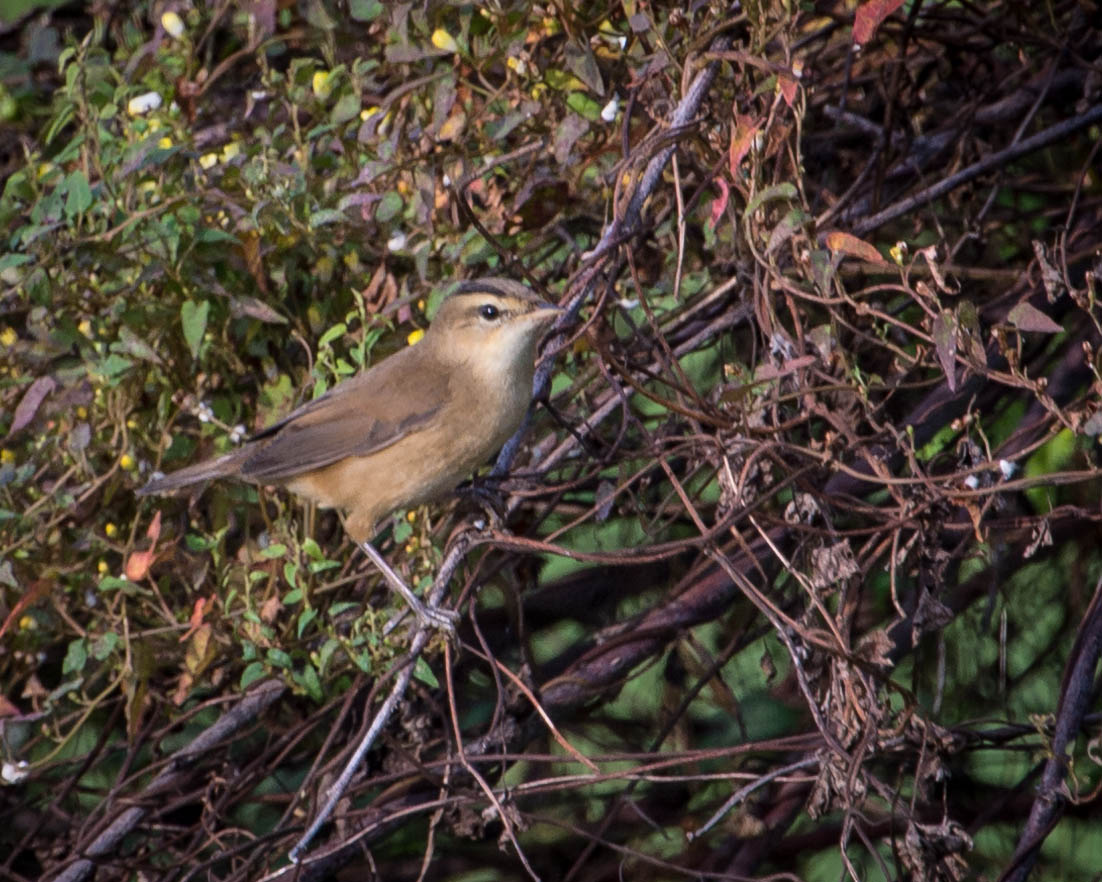
Rousserolle de Schrenck
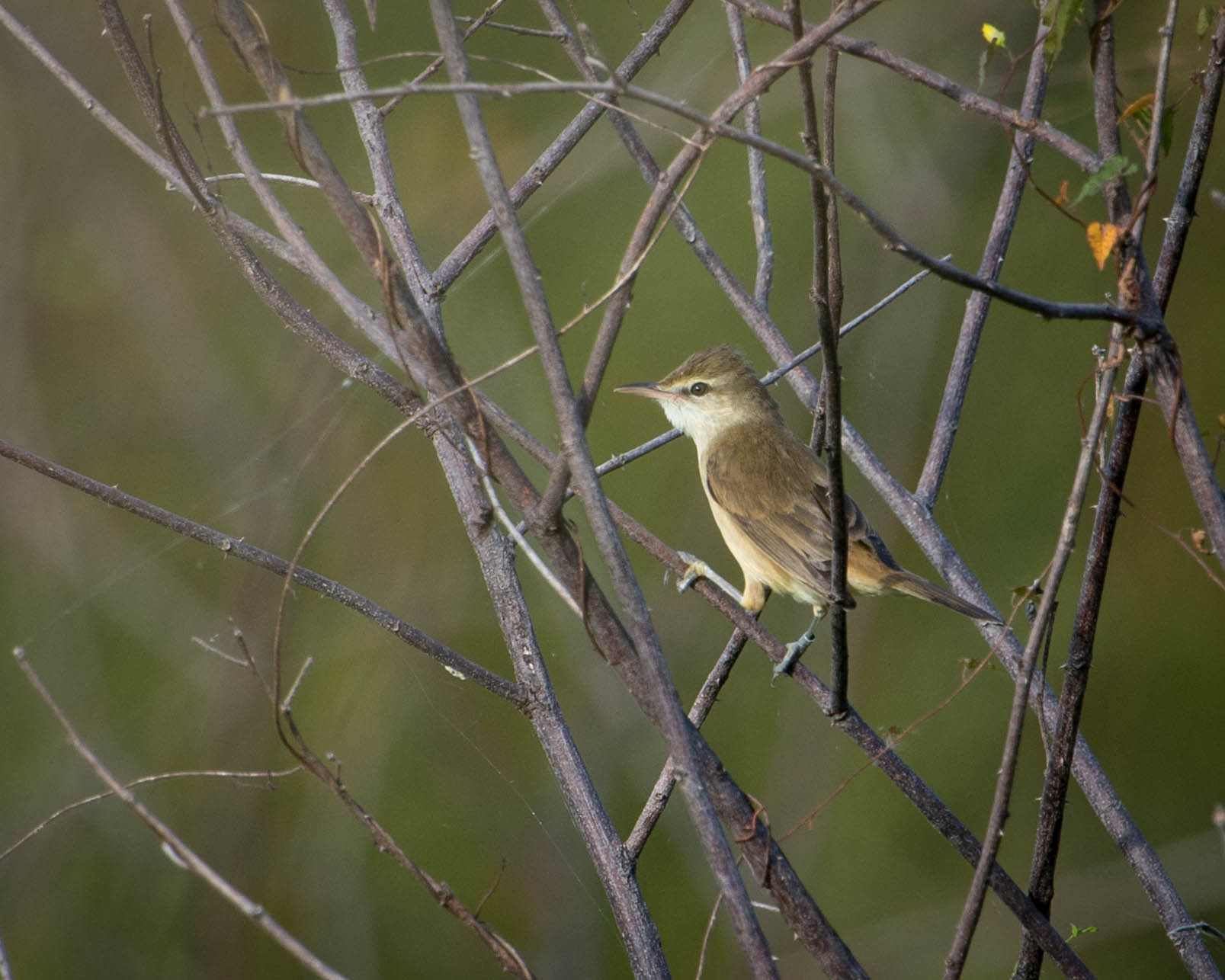
Rousserolle d'Orient
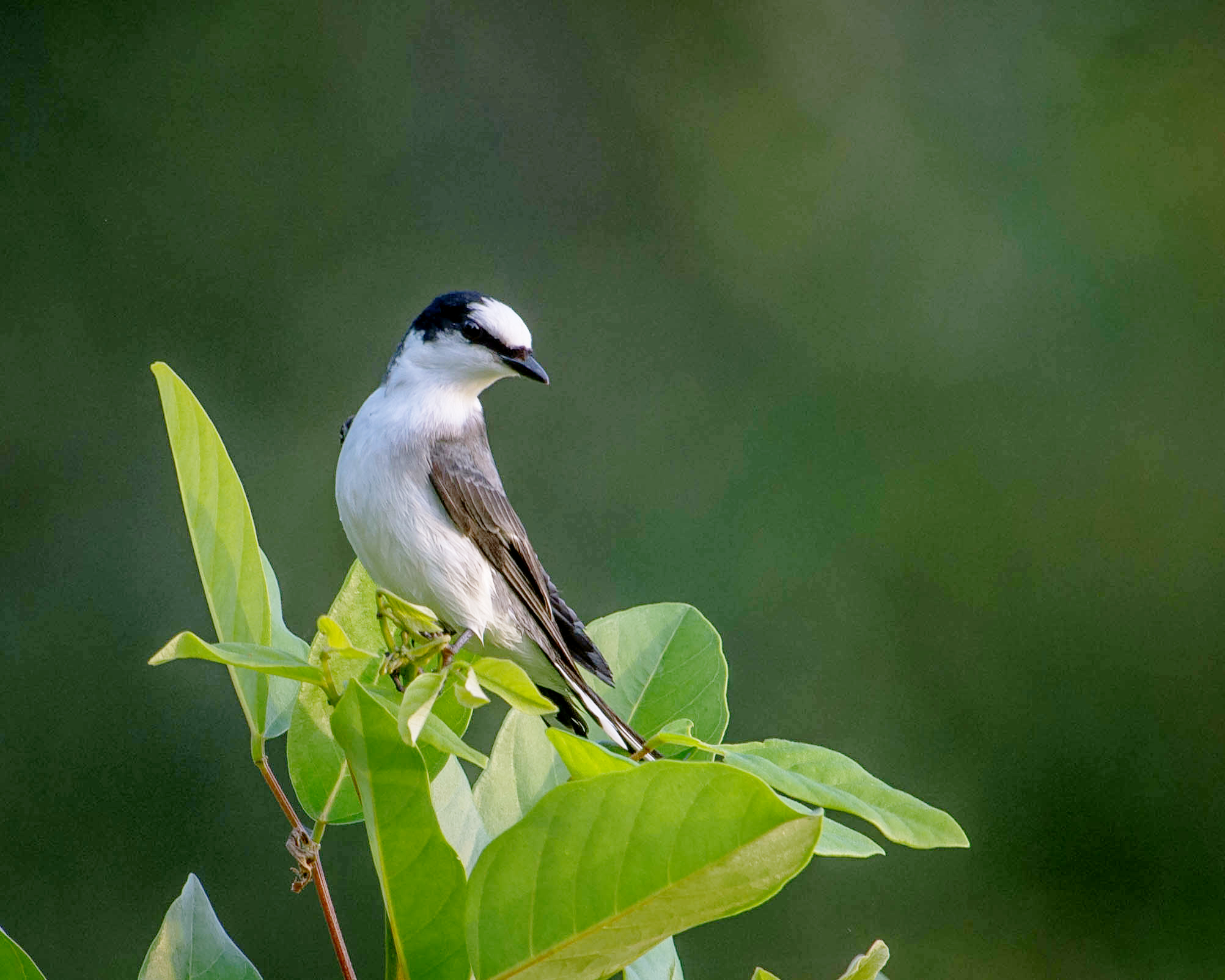
Minivet cendré
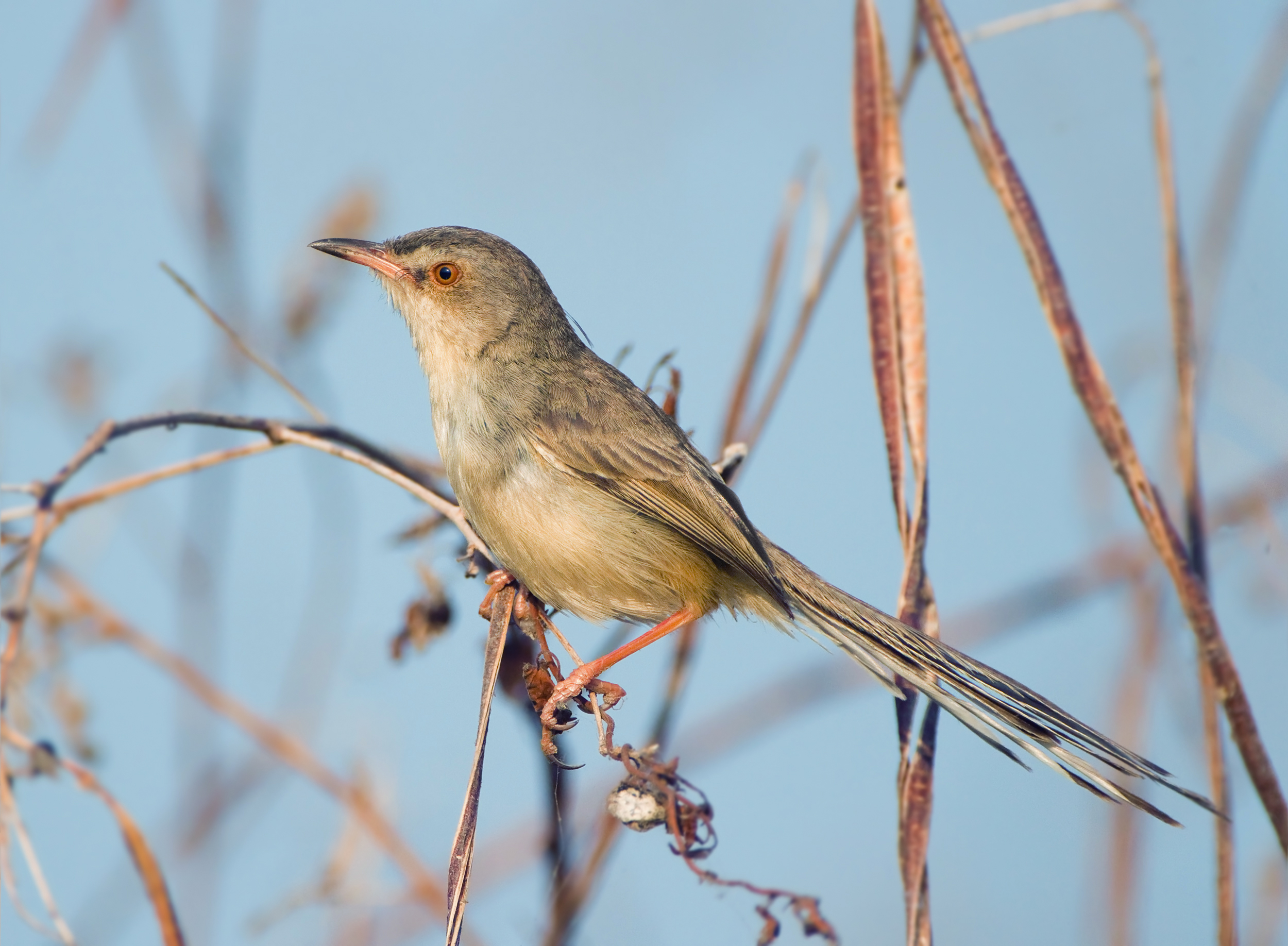
Prinia simple
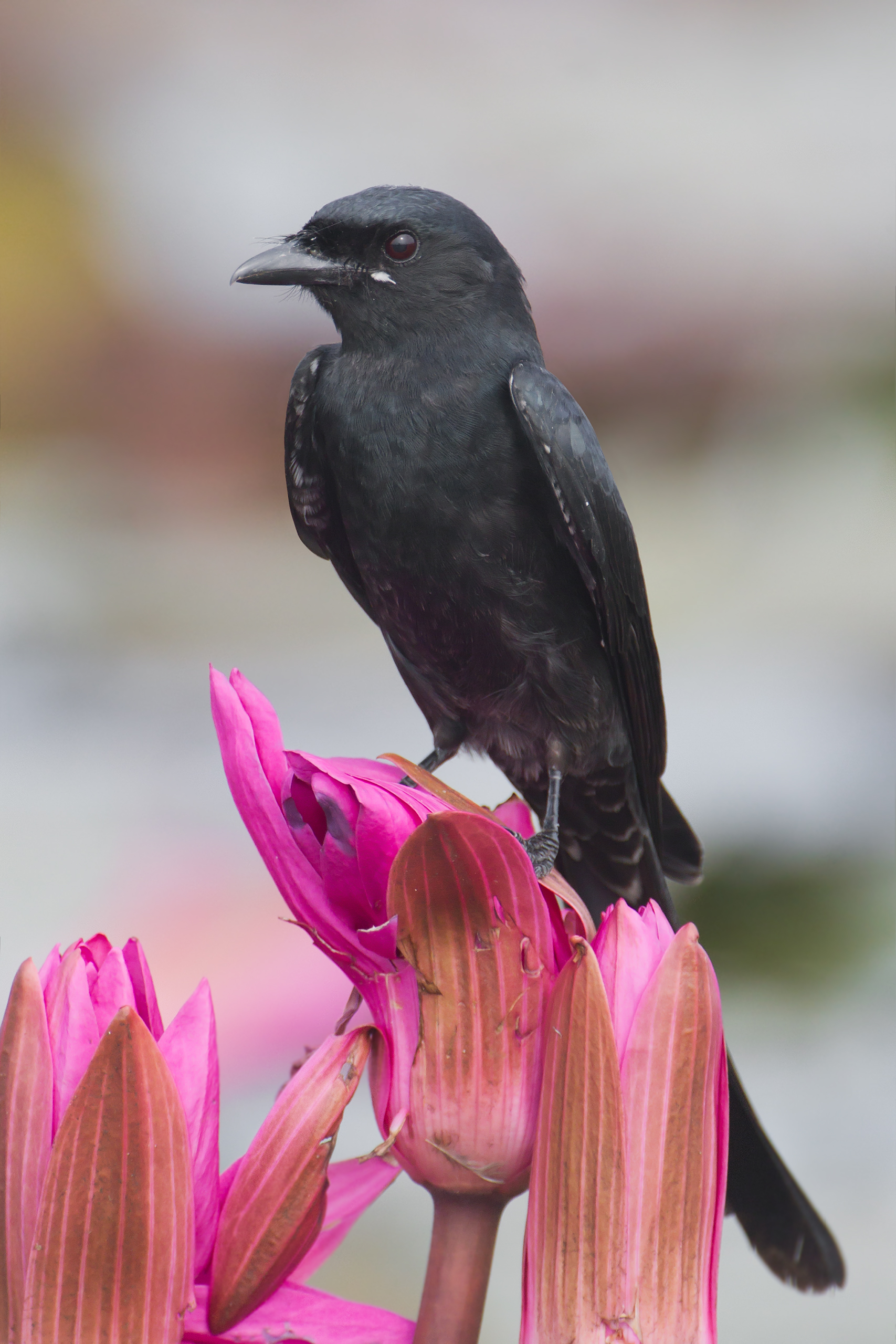
Drongo royal
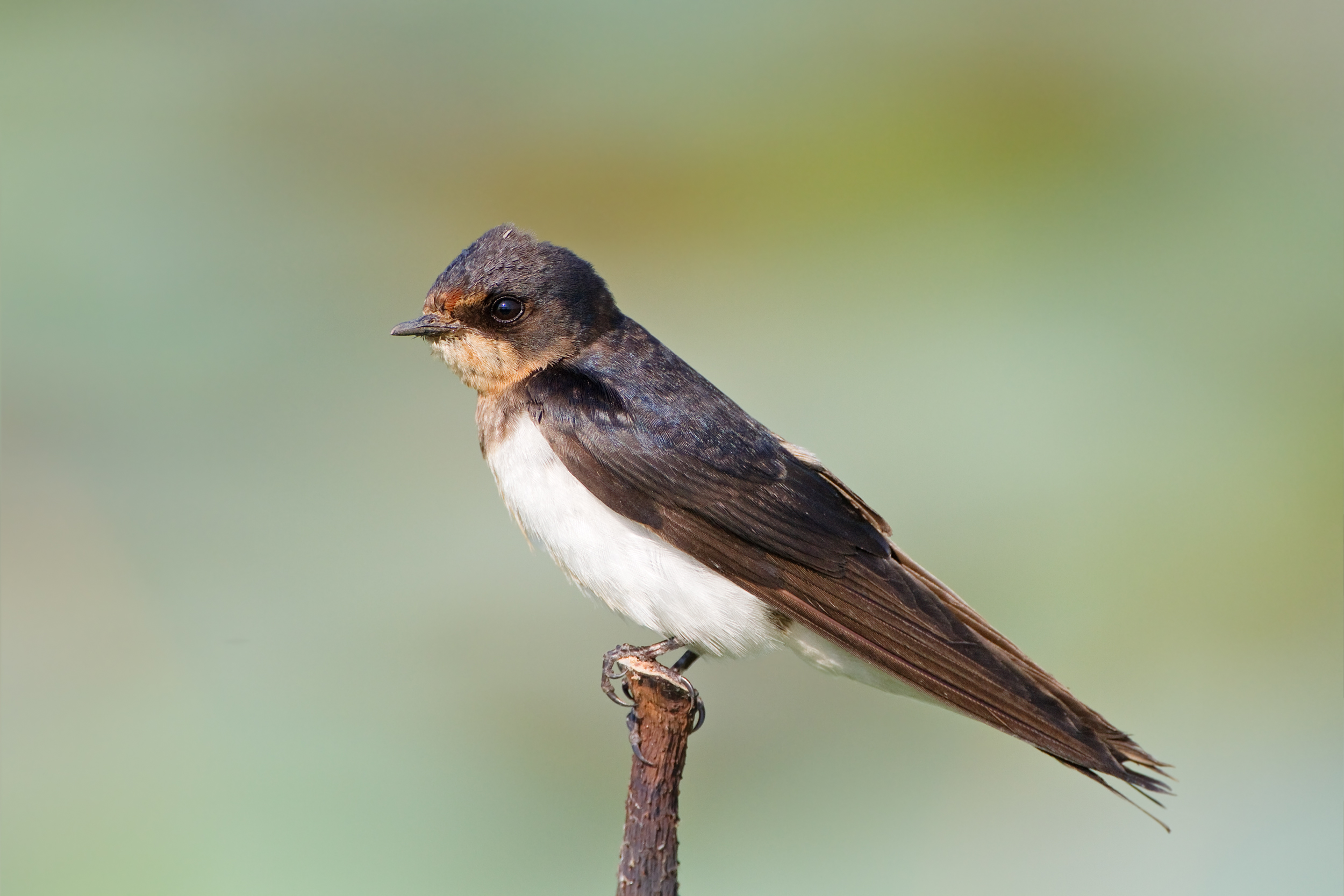
Hirondelle rustique
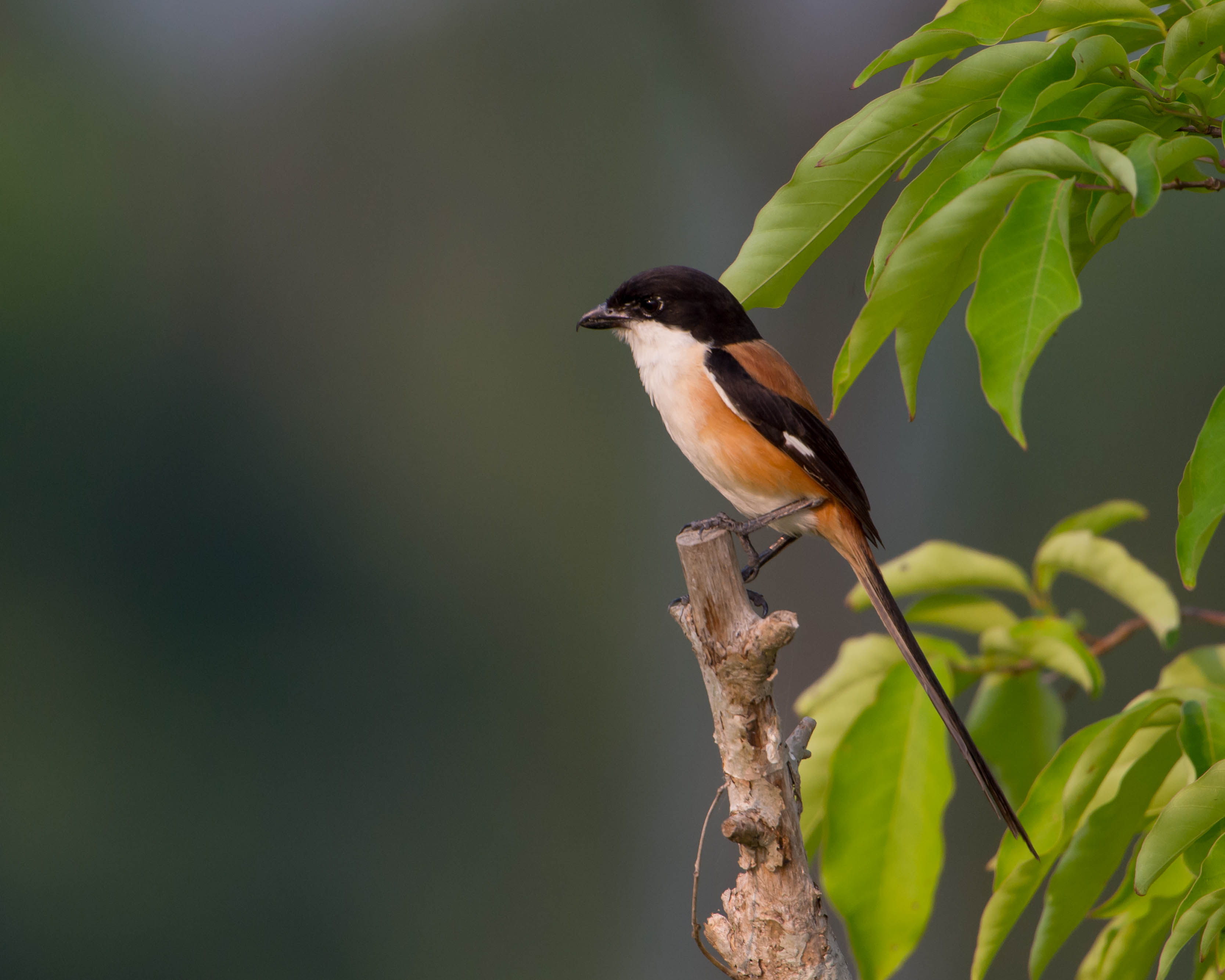
Pie grièche schach
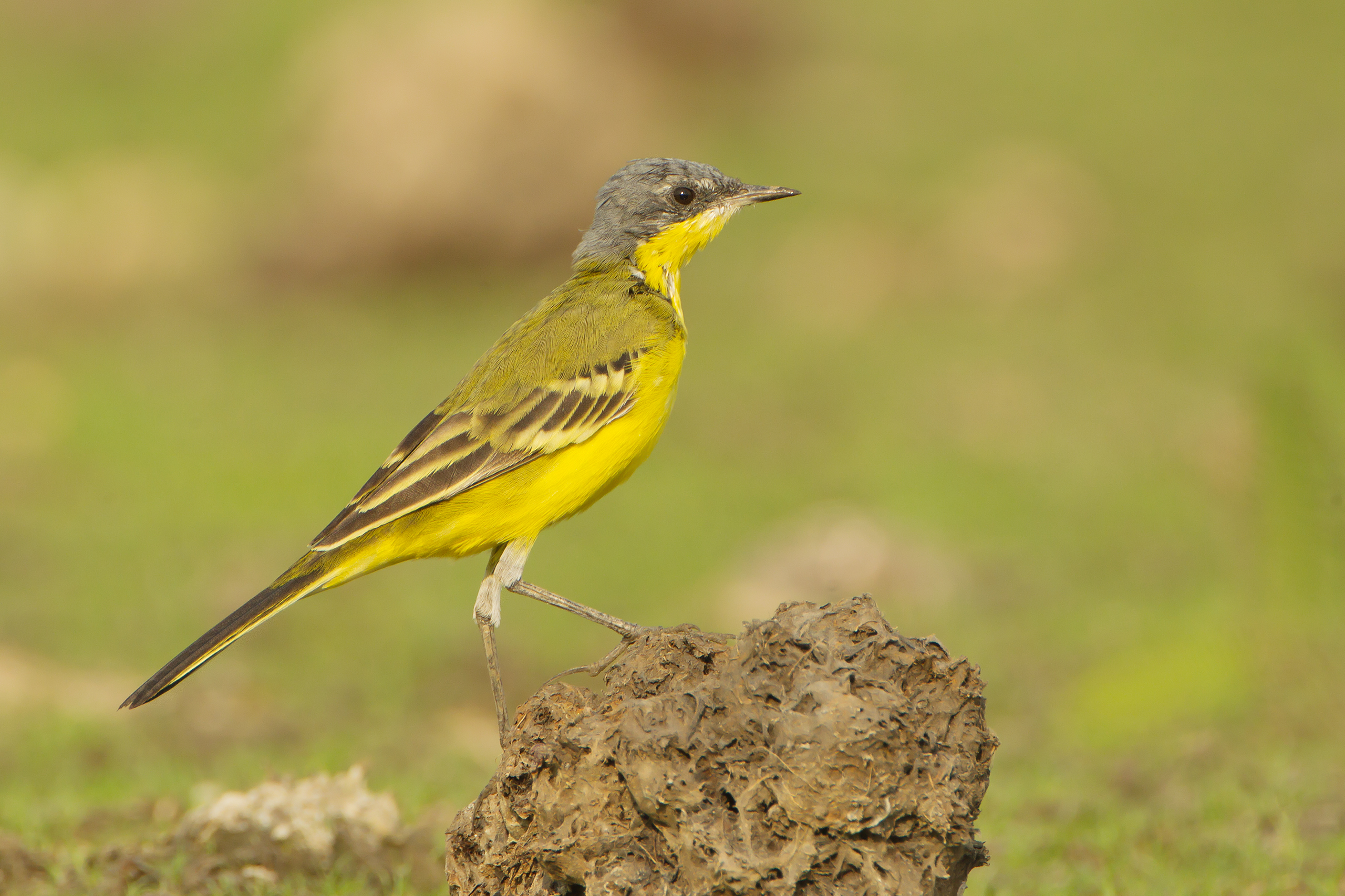
Bergeronnette printanière
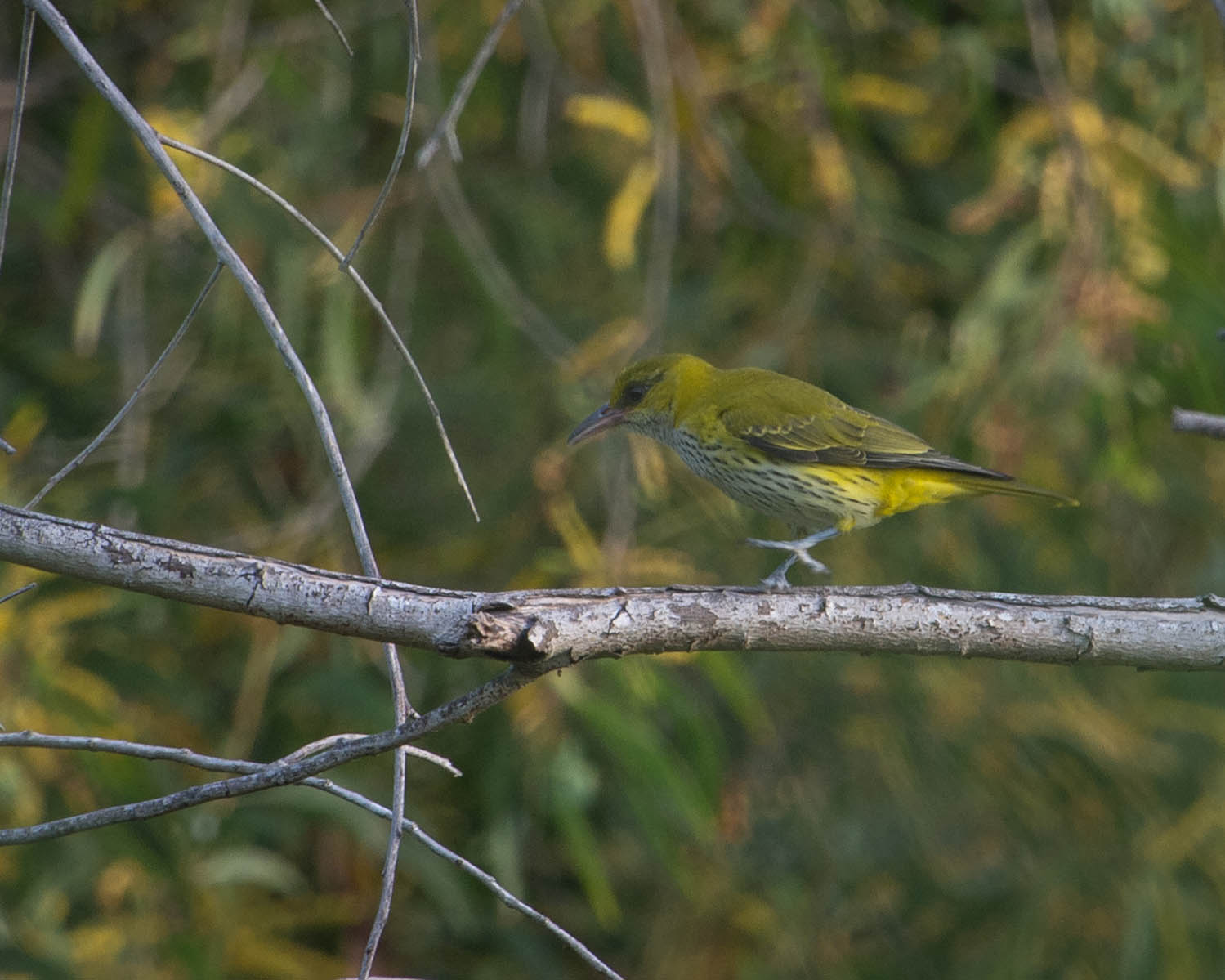
Loriot de Chine femelle
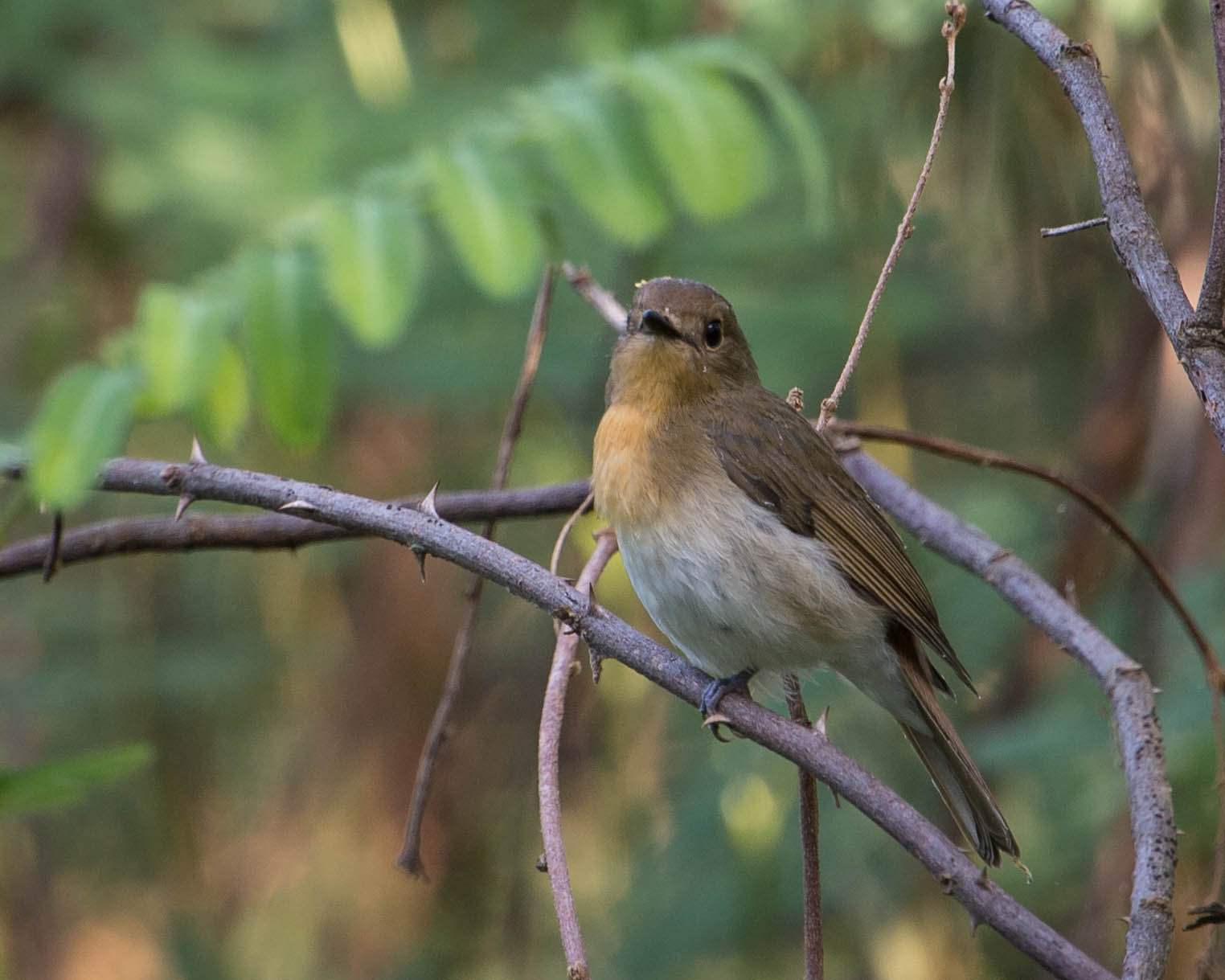
Pouillot brun
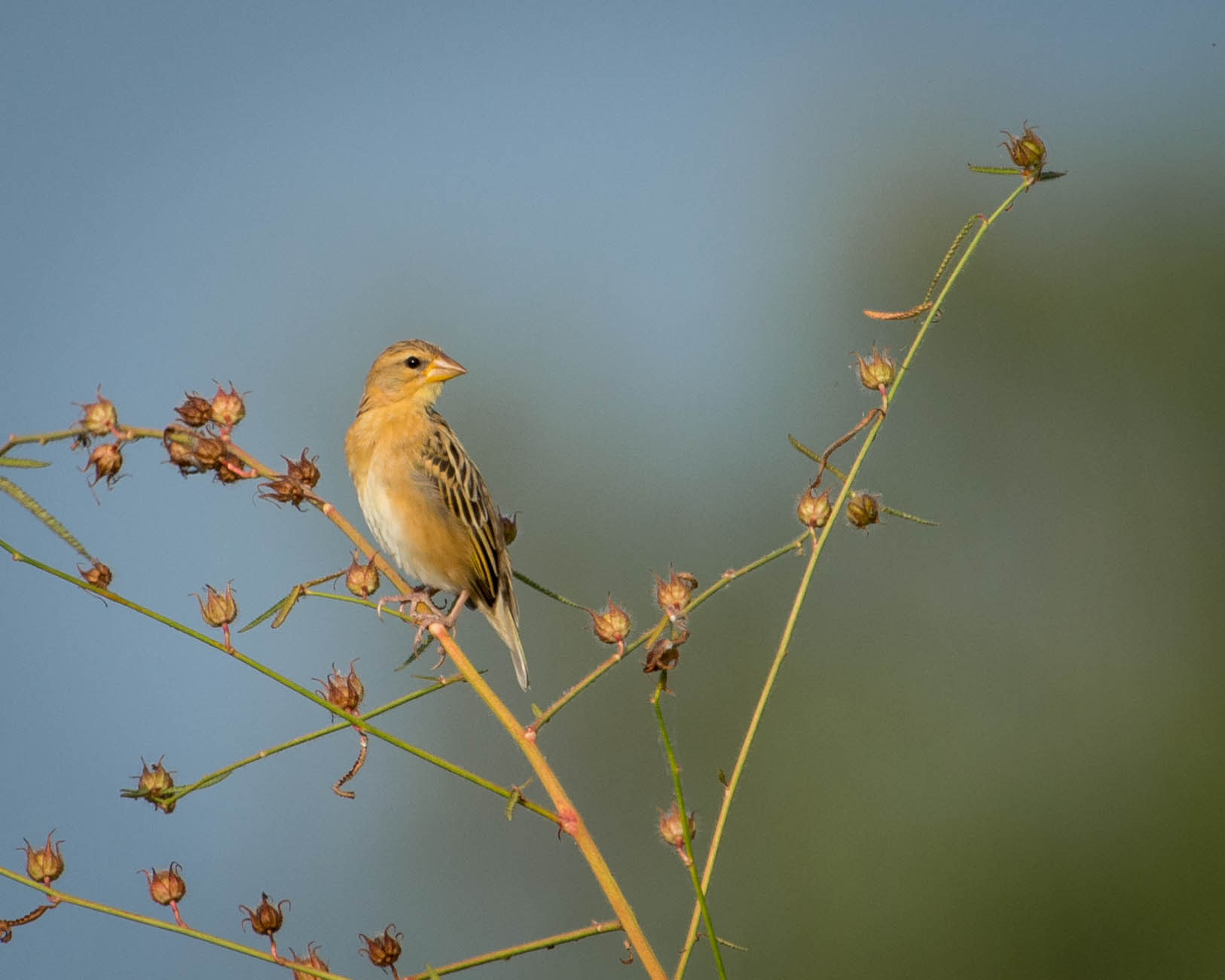
Tisserin baya, mâle, livrée non nuptiale

On observe aussi des oiseaux non-passereaux, généralement de taille moyenne ou grande : 
- Accipitridae : rapaces Busard d'Orient et Busard tchoug, Élanion blac ... ;
- Alcedinidae : Martin-pêcheur pie .... ;

- Anatidés : Anserelle de Coromandel, canards (Nette rousse, Canard à bec tacheté et Canard souchet[7]), Dendrocygne siffleur, Fuligule morillon et Fuligule nyroca, Sarcelle d'été ... ;
- Anhingidae : Anhinga roux (ou oiseau-serpent)[8] ... ;
- Ardéidés : hérons Blongios à cou jaune et Blongios de Chine, Crabier chinois, Héron intermédiaire, Héron pourpré ... ;
- Ciconiidae : Bec-ouvert indien ... ;
- Falconidae : Faucon crécerelle ... ;
- Glaréolidé : Glaréole lactée et Glaréole orientale ... ;
- Jacanidae : Jacana à longue queue et Jacana bronzé ... ;
- Picidae : Pic de Bonaparte ... ;
- Podicipédidé : Grèbe castagneux ... ;
- Phalacrocoracidae : Cormoran de Vieillot ... ;
- Rallidae : Talève sultane (poule sultane), Marouette grise ... ;
- Recurvirostridae : Échasse blanche ... ;
- Scolopacidae : Chevalier tacheté etc.

Oiseaux non passereaux de Bueng Boraphet
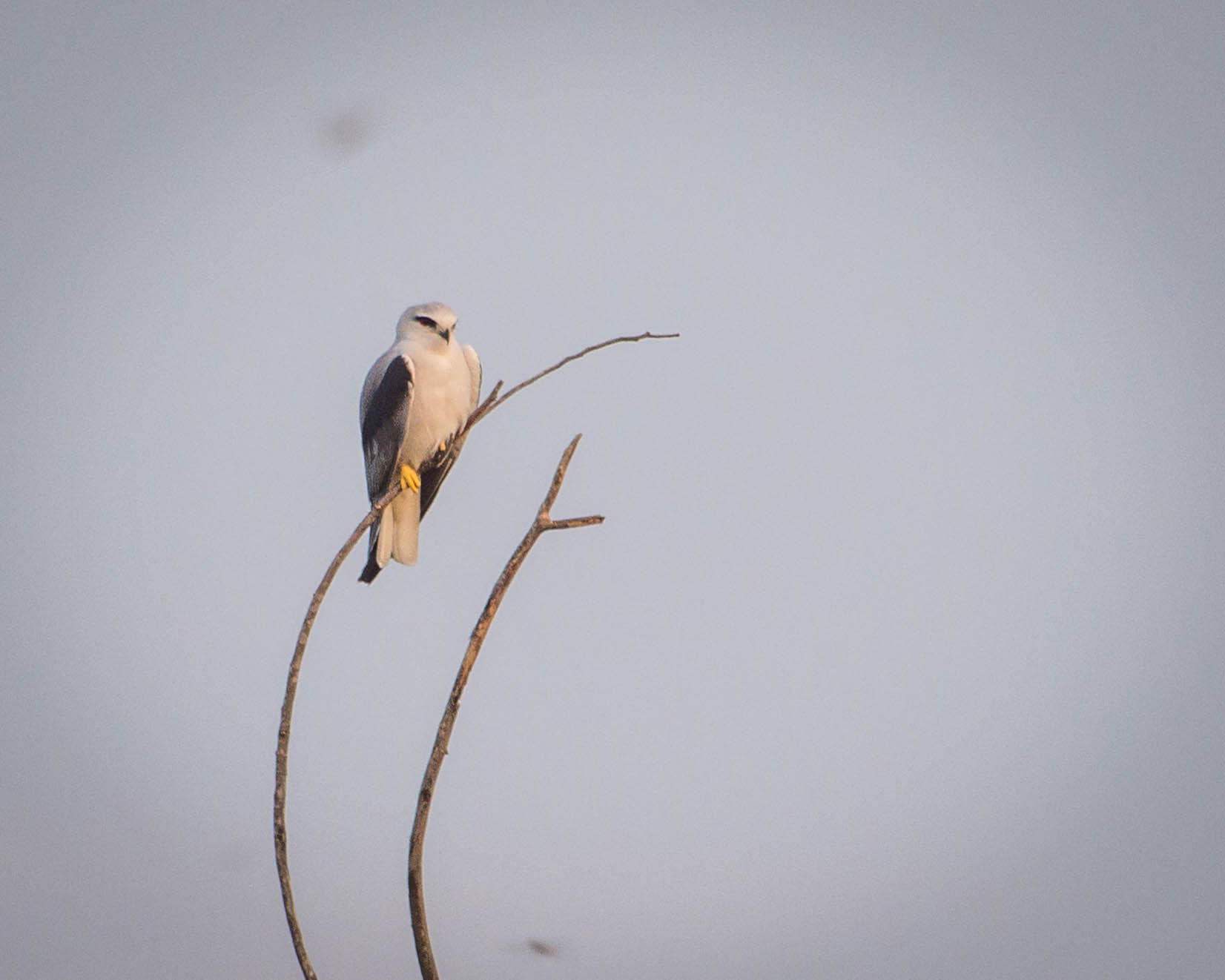
Élanion blanc
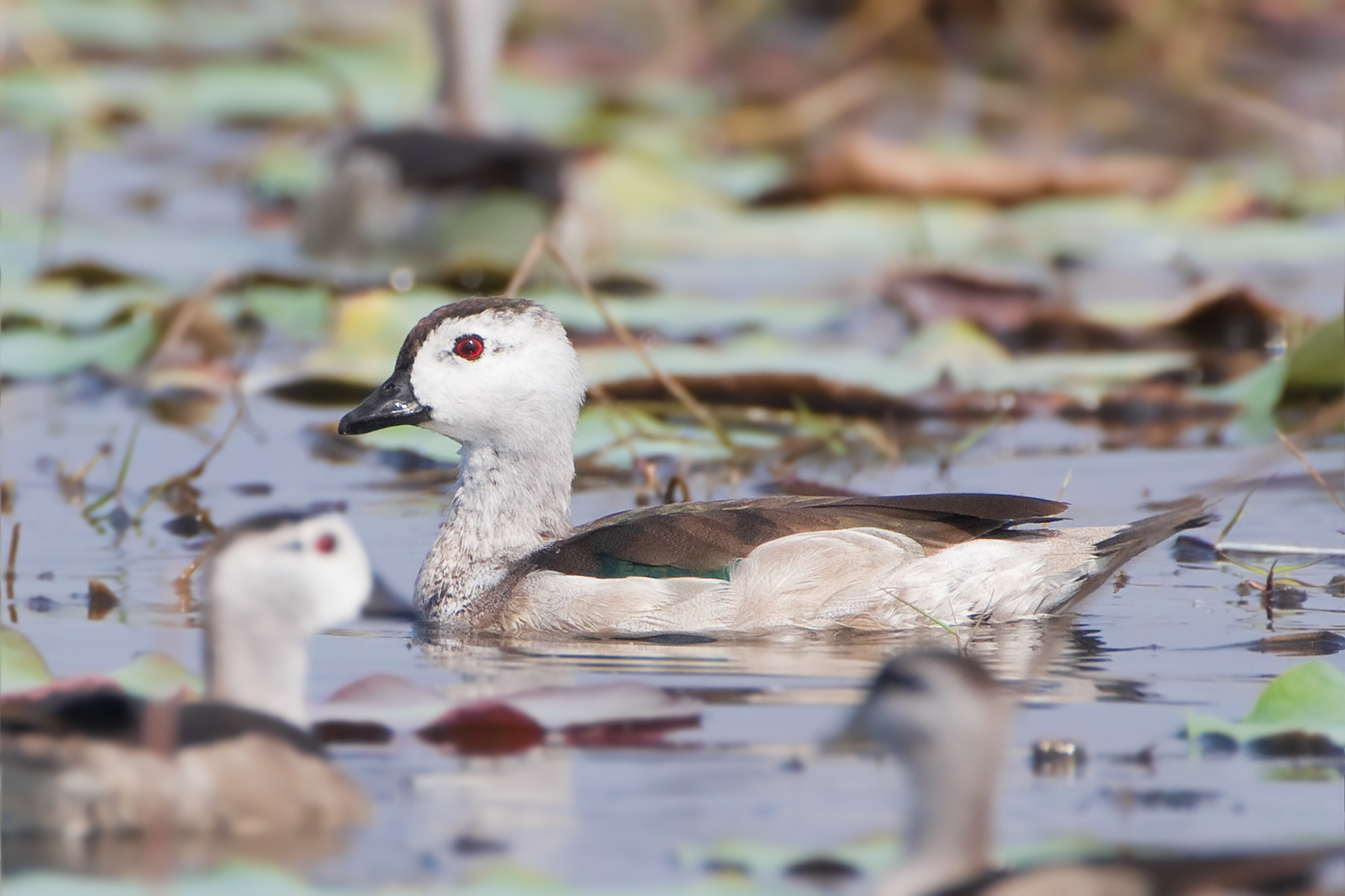
Anserelle de Coromandel mâle
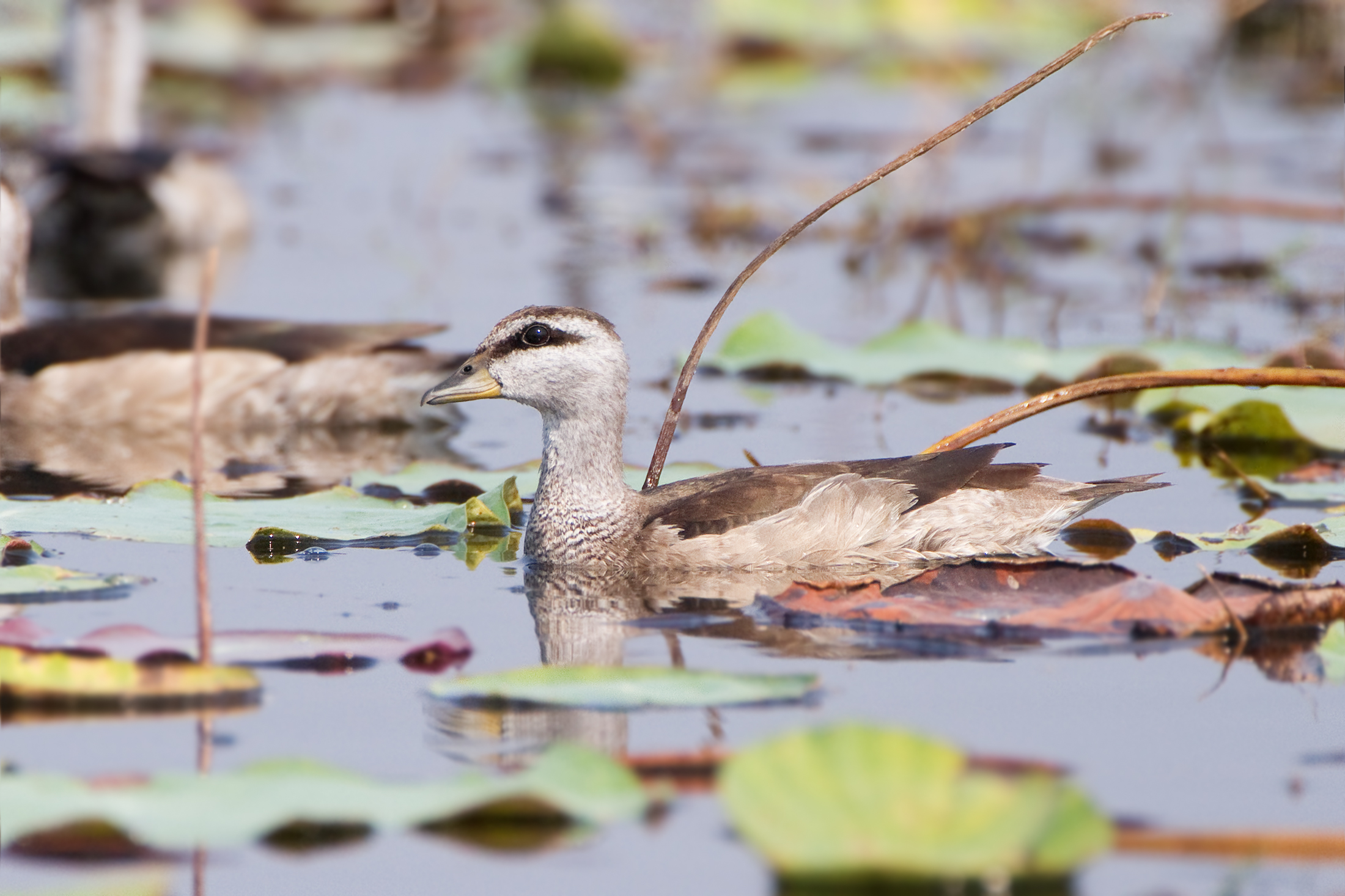
Anserelle de Coromandel femelle
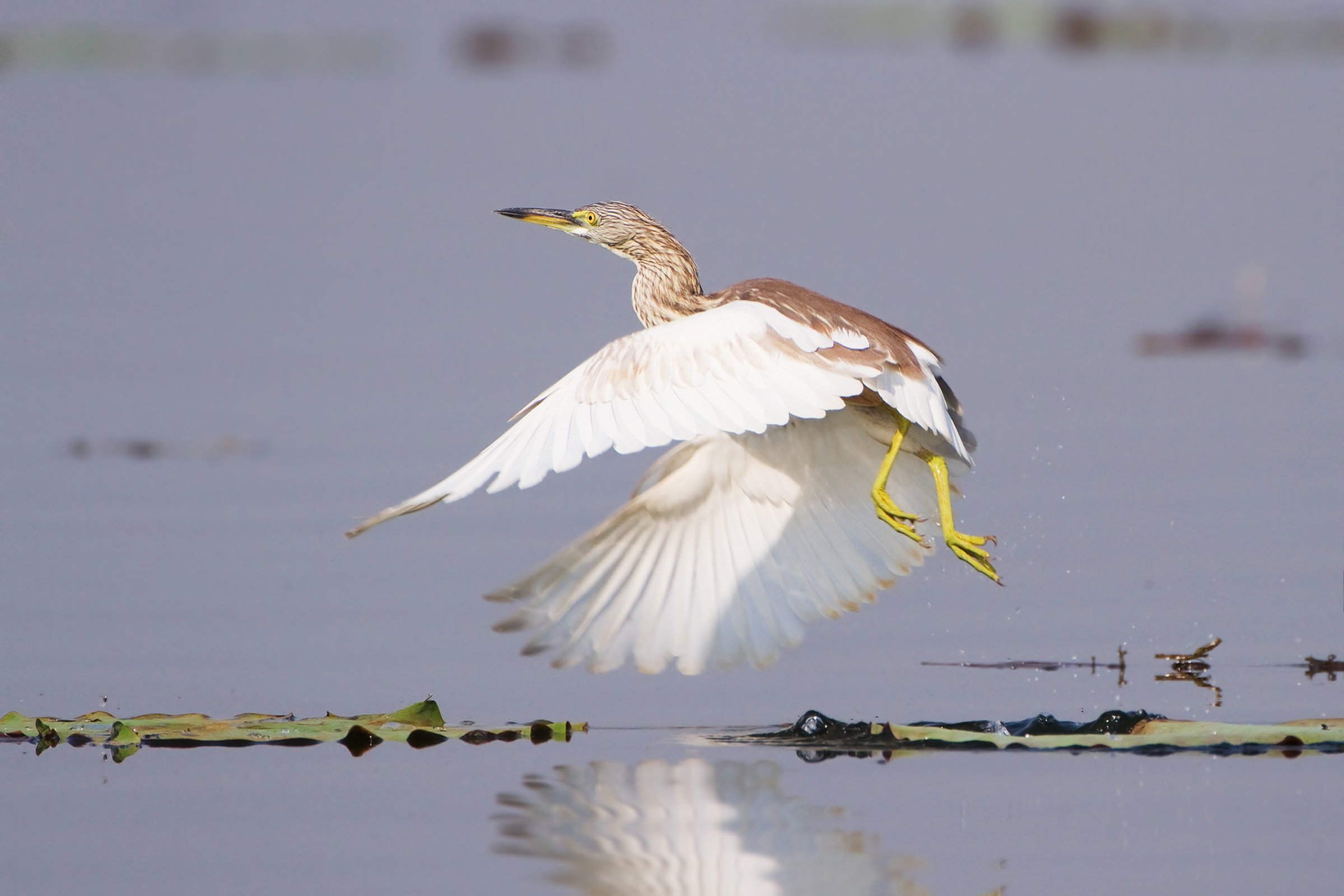
Crabier chinois
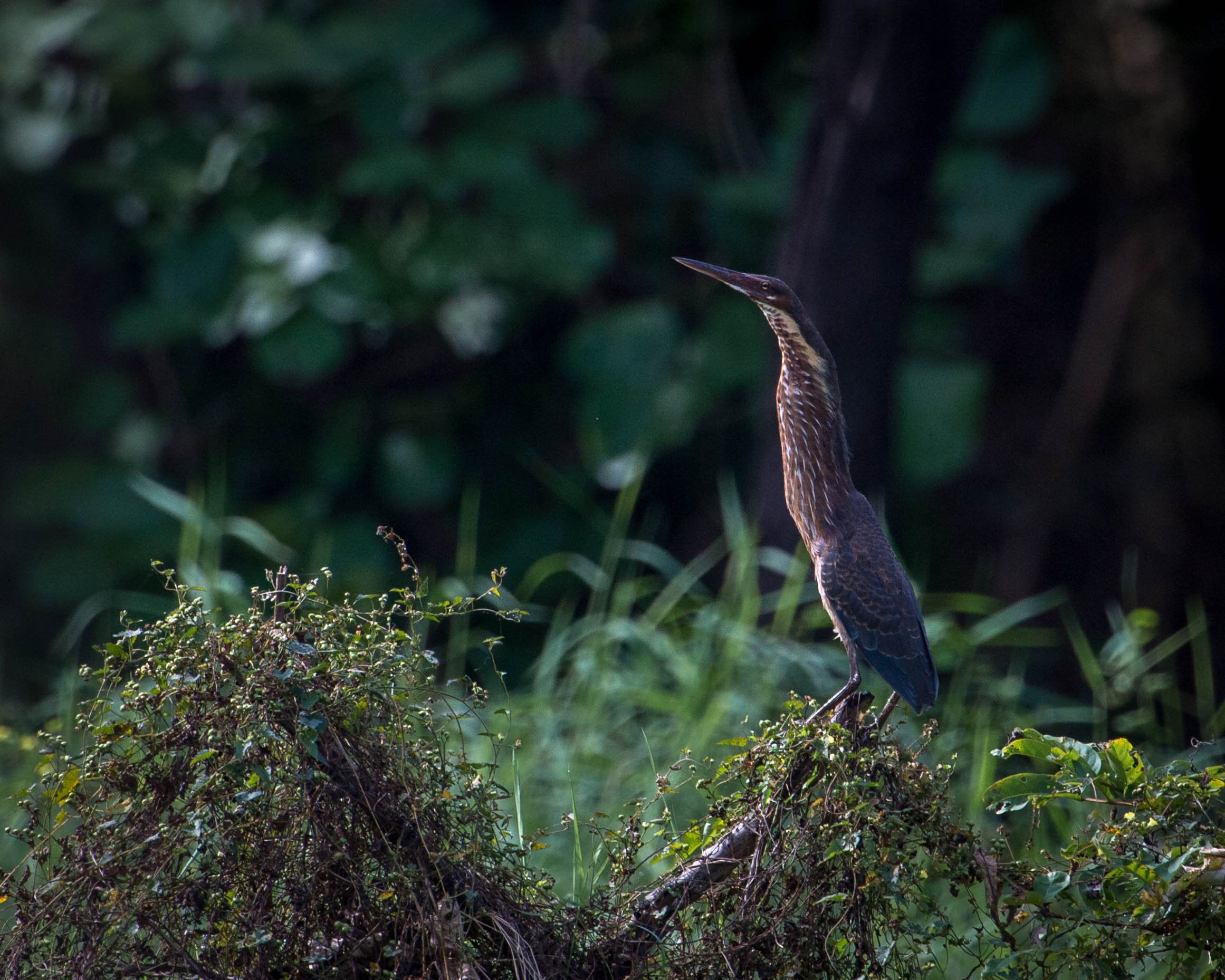
Blongios à cou jaune
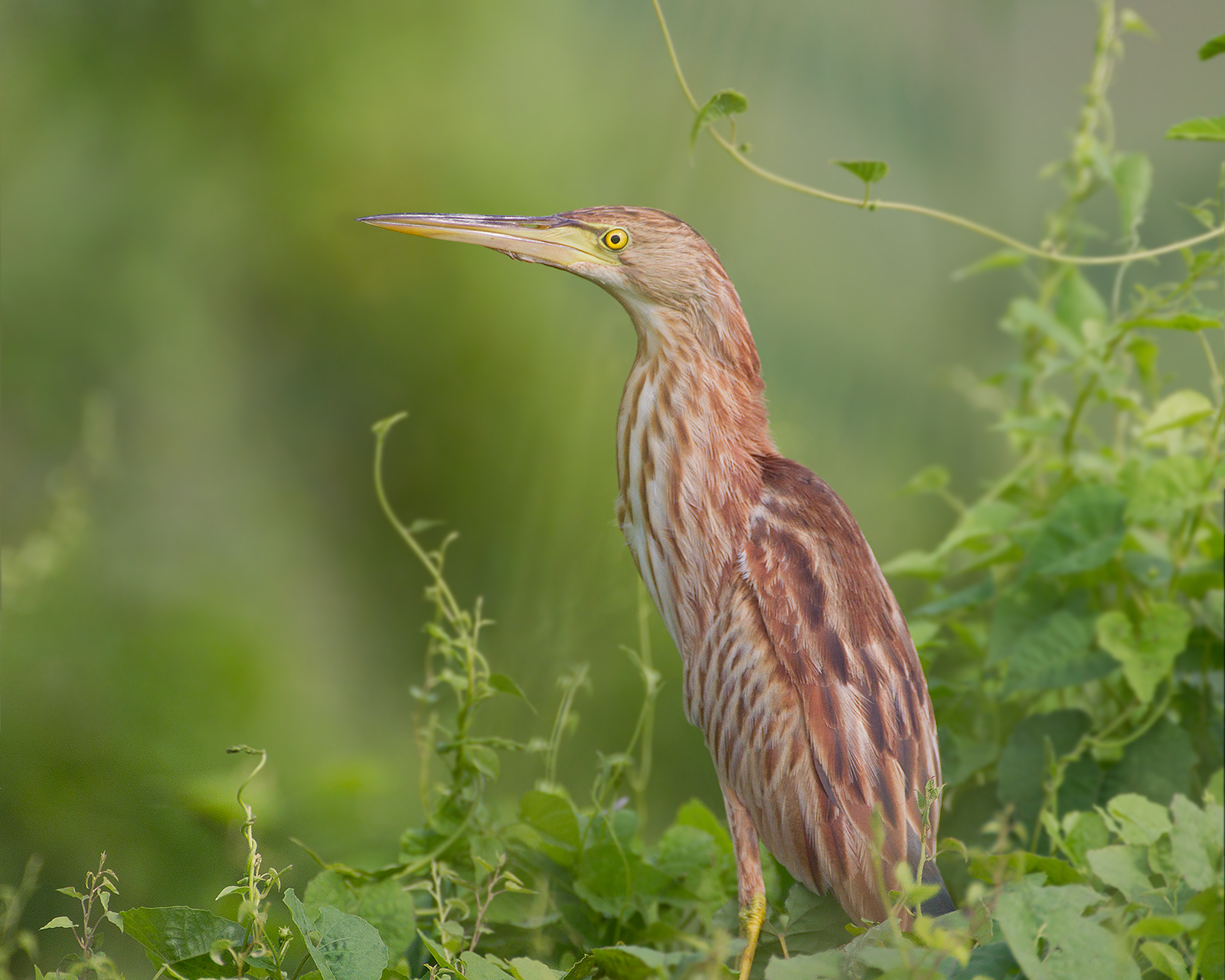
Blongios de Chine
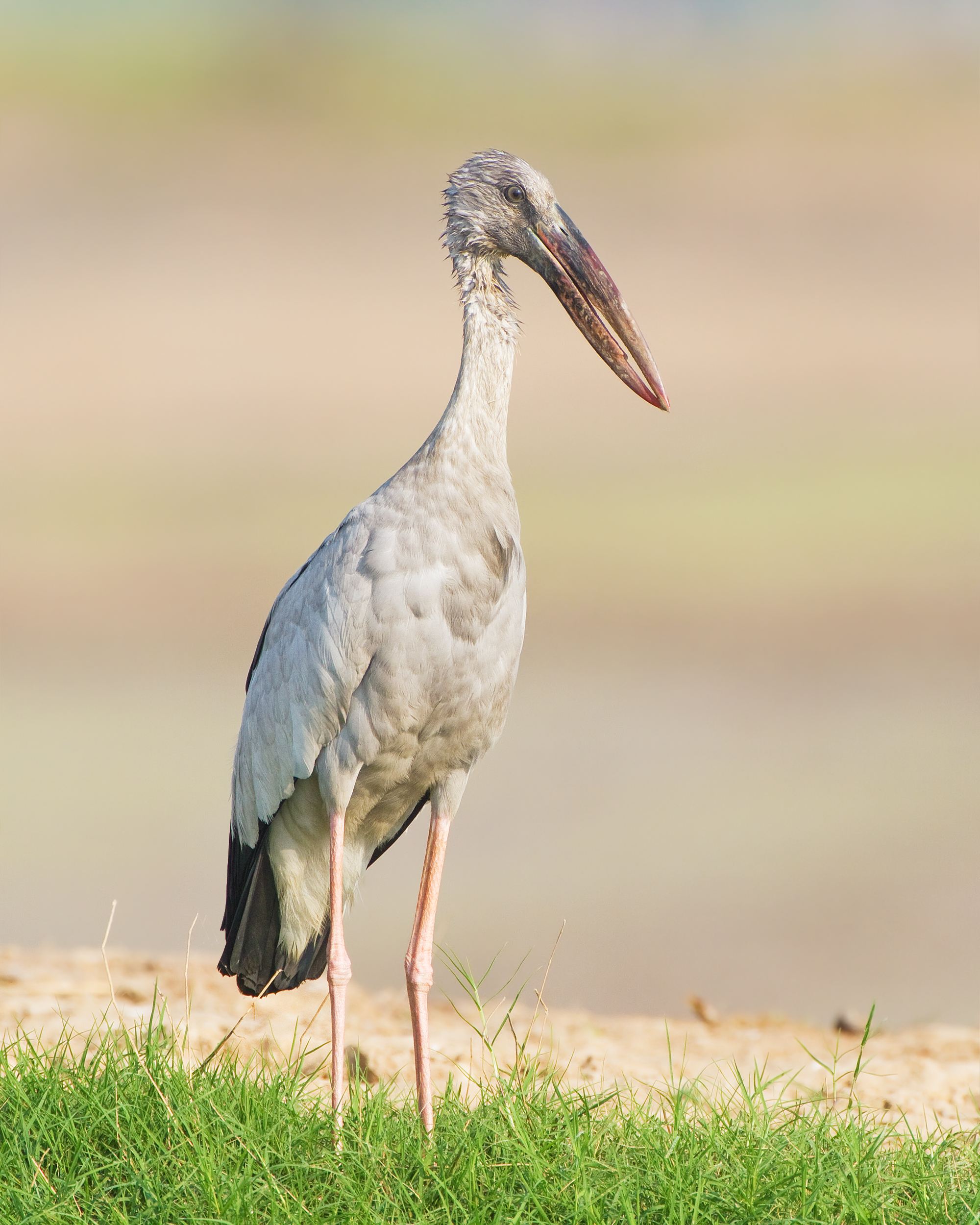
Bec-ouvert indien
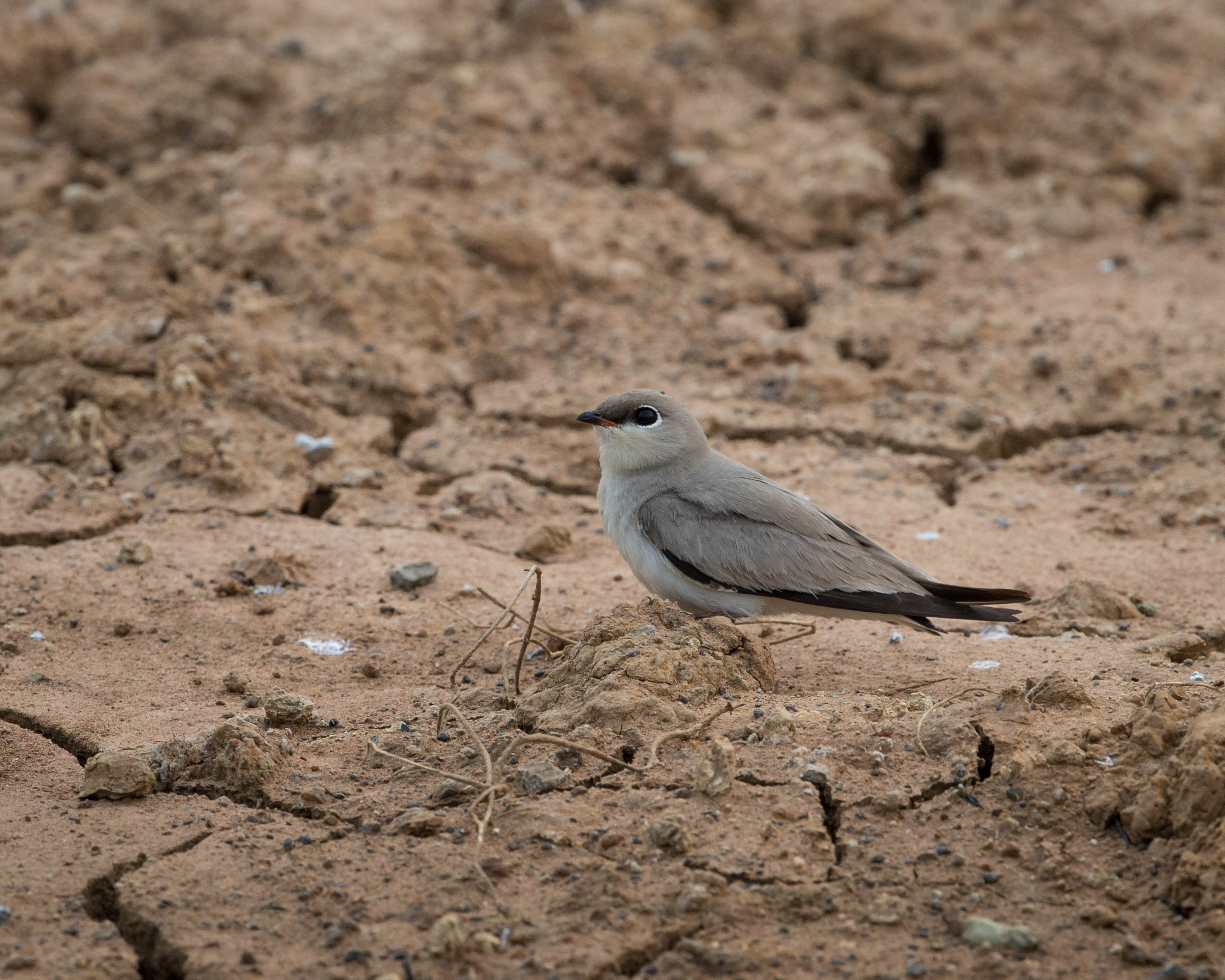
Glaréole lactée
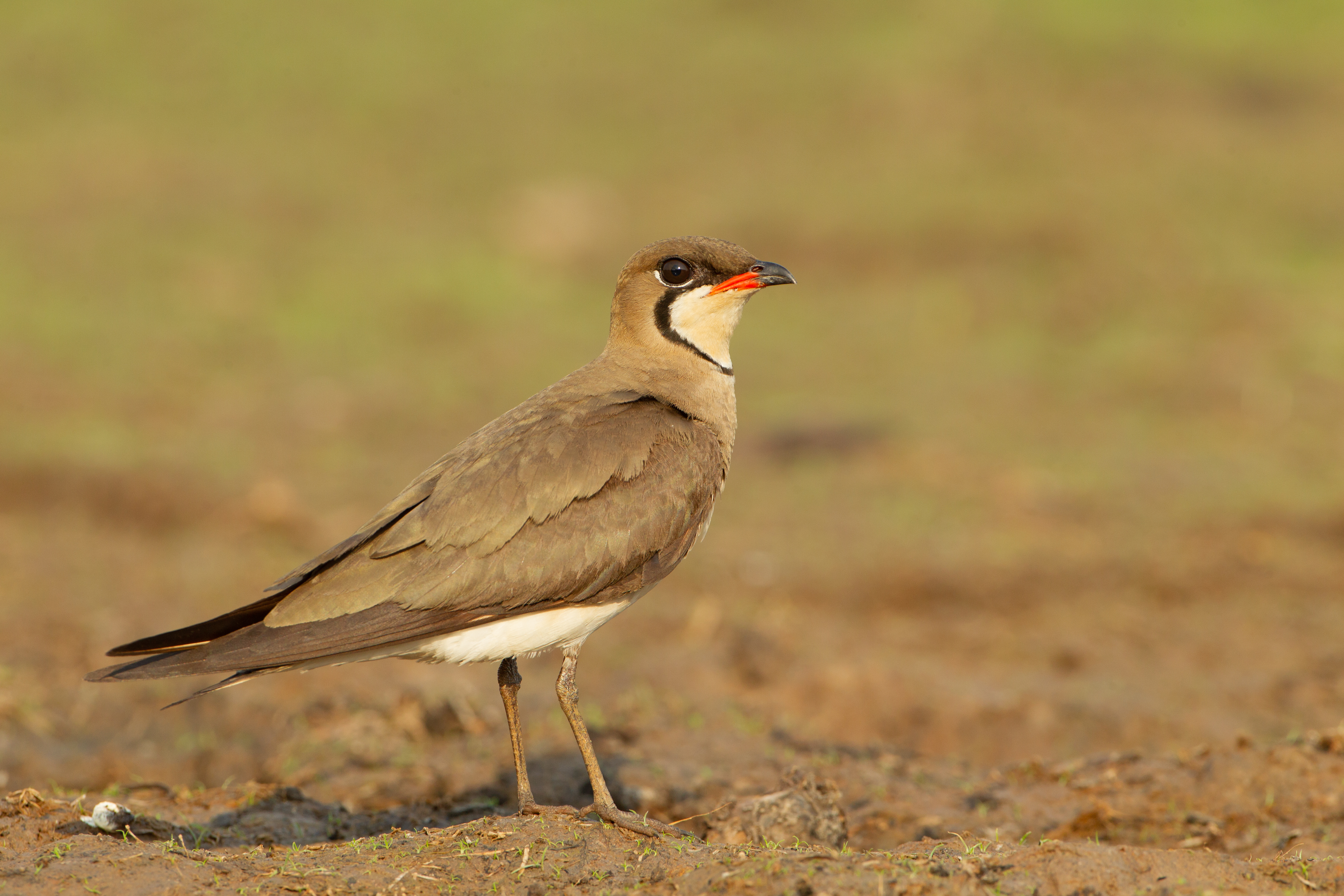
Glaréole orientale
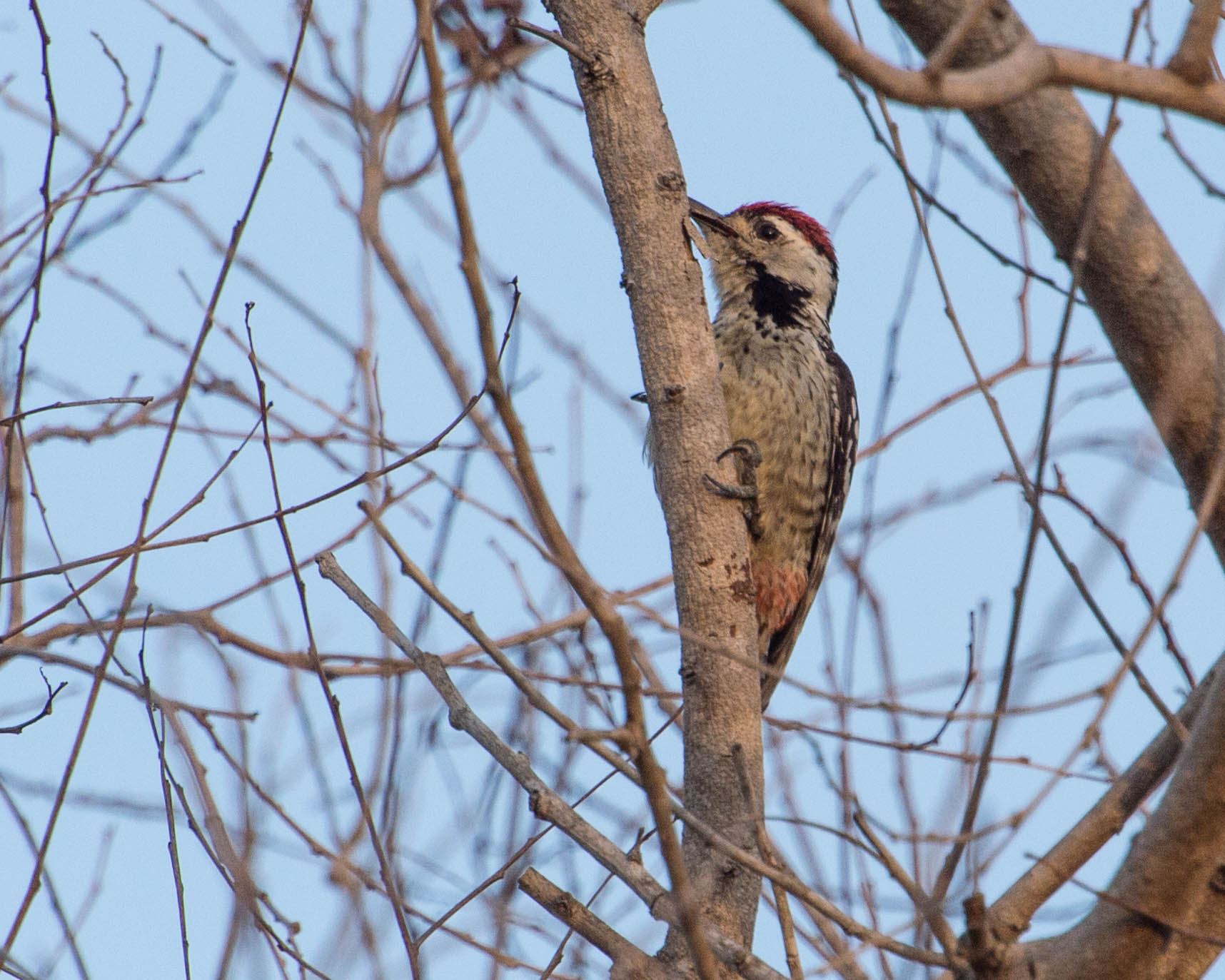
Pic de Bonaparte
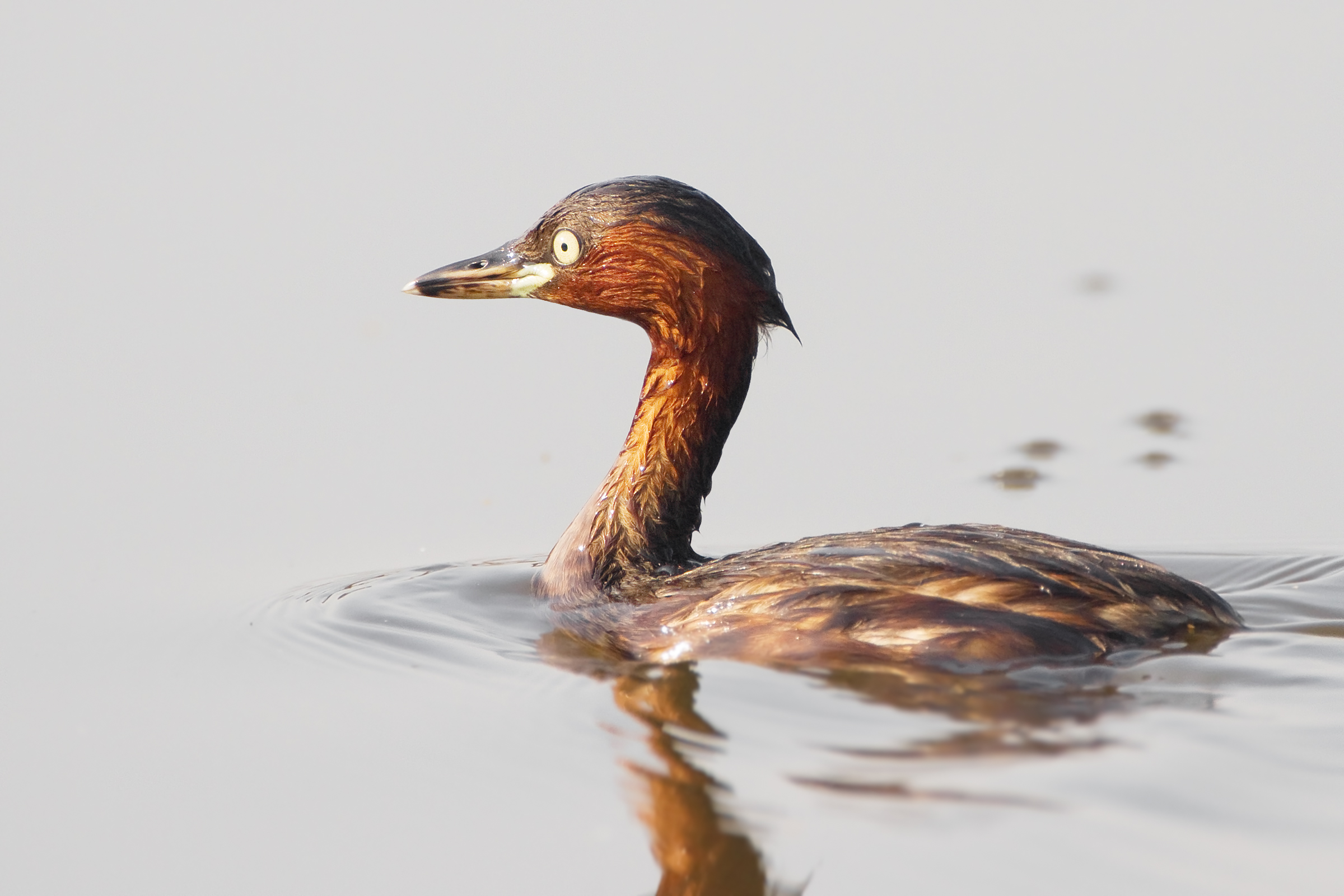
Grèbe castagneux
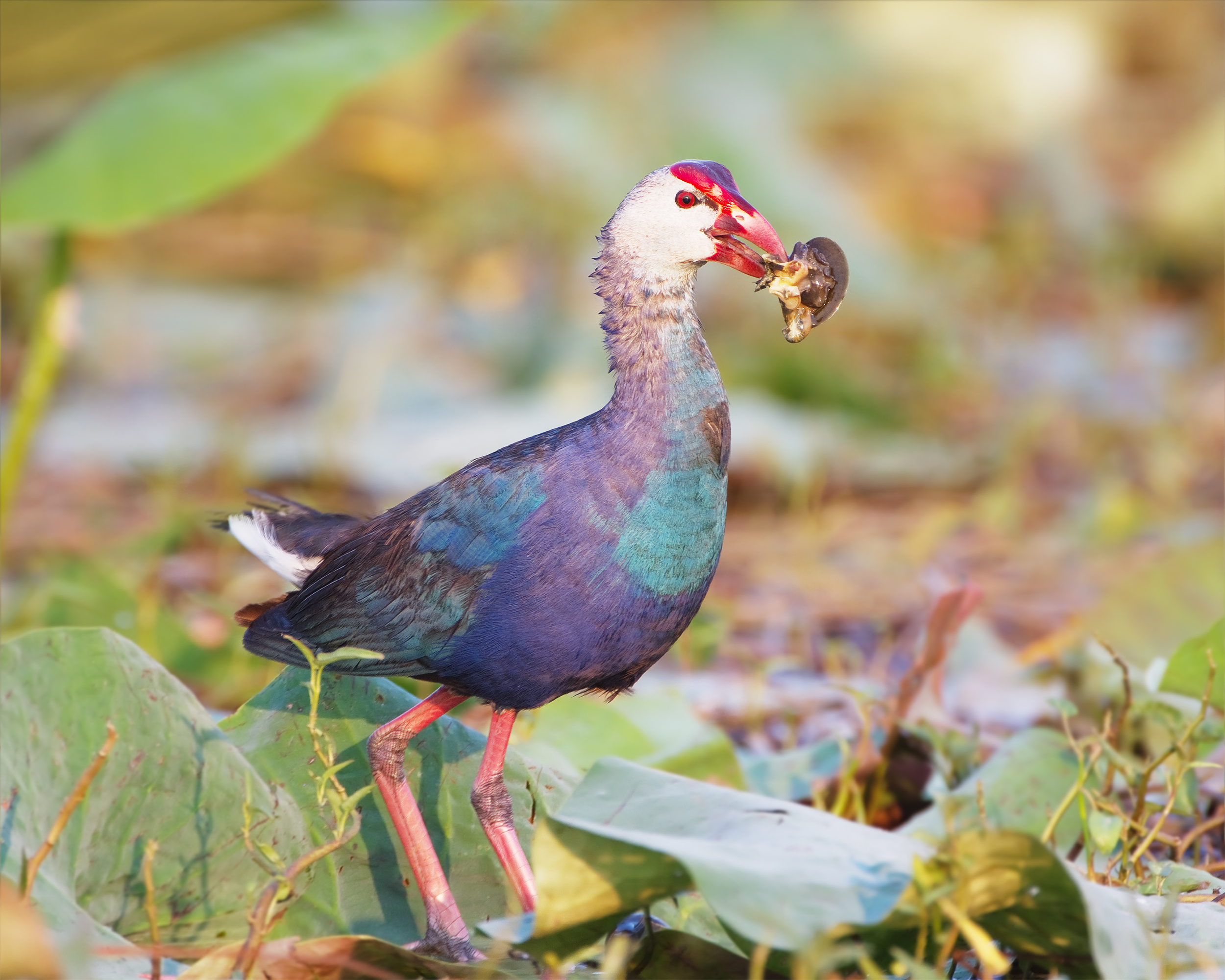
Talève sultane (Poule sultane)
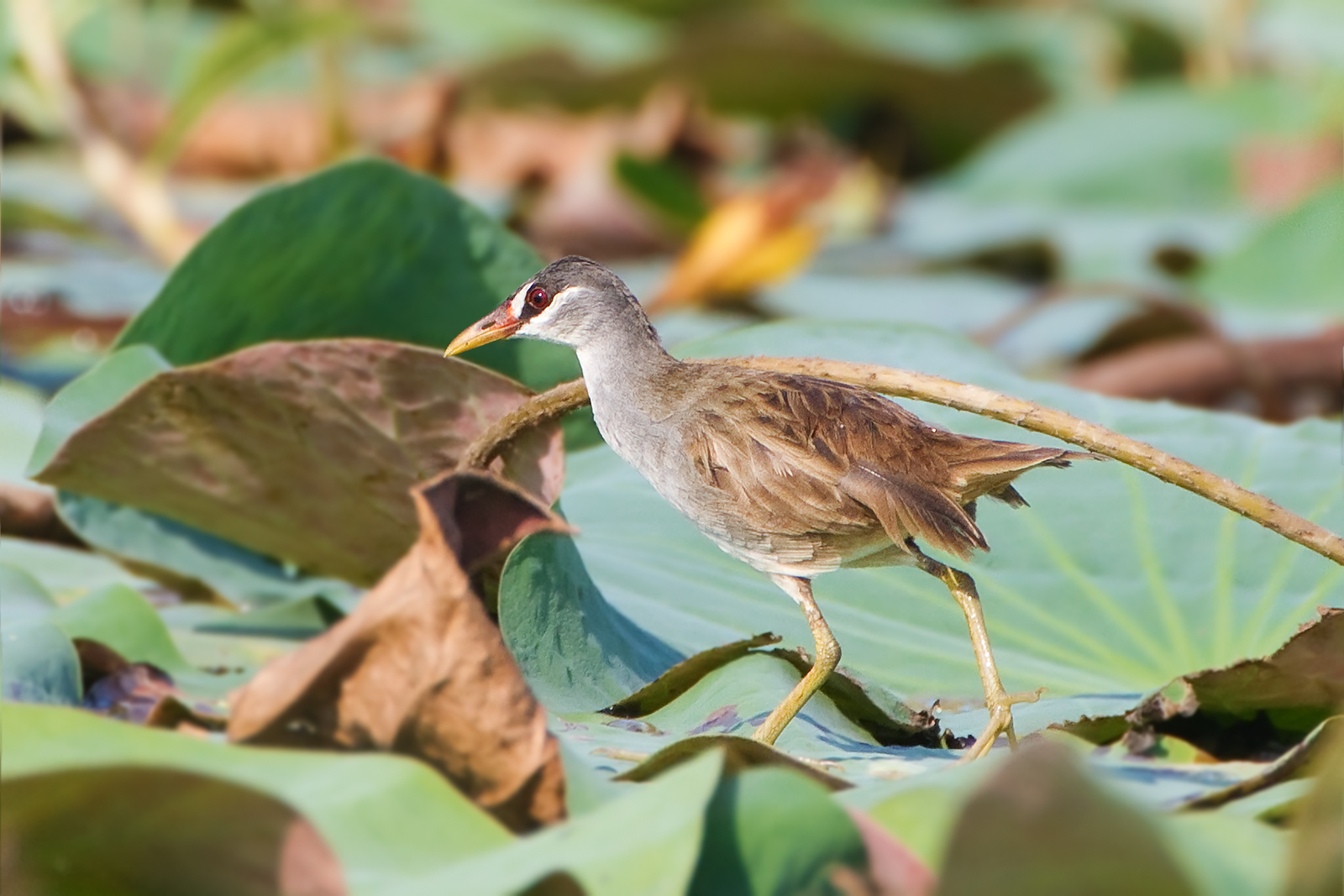
Marouette grise
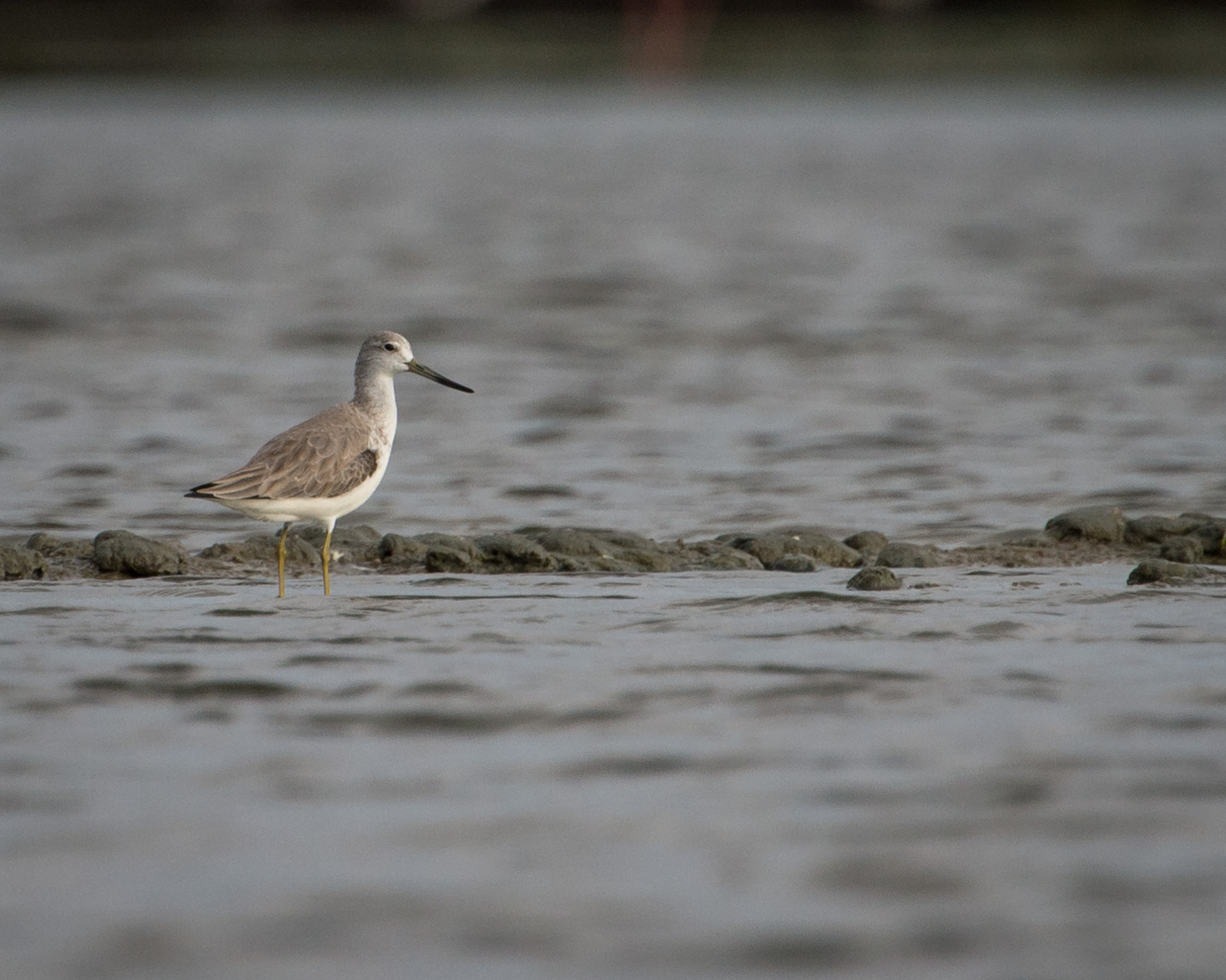
Chevalier tacheté